# گام‌ها (رمان)
گام‌ها (انگلیسی: Steps) رمانی است از یرژی کوشینسکی داستان‌نویس لهستانی-آمریکایی یهودی‌تبار، گام‌ها در حقیقت مجموعه‌ای از داستان‌های کوتاه نویسنده می‌باشد که در سال ۱۹۶۹ به صورت تصادفی توسط انتشارات رندوم هاوس منتشر شد، این کتاب جایزه ملی کتاب آمریکا در سال ۱۹۶۹ را برای نویسنده به ارمغان آورد.

## بررسی اجمالی
گام‌ها، دومین کتاب موفق کوشینسکی بعد از کتاب پرنده رنگین می‌باشد که در سال ۱۹۶۵ منتشر شده بود، گام‌ها شامل مجموعه‌ای از داستان‌های کوتاه در رابطه با خاطرات، حکایات و گفتگوی پیوندهای گسسته و ناگسسته است، کتاب در قالب اول شخص نوشته شده و راوی آن شخصی به نام ساموئل کوآل می‌باشد، در جای دیگر از داستان، تفسیر مشکلات یک مرد لهستانی تحت رژیم خشن شوروی تشریح می‌شود، منابع متعددی در این کتاب وجود دارد که منعکس کنندهٔ قدرت، سلطه و از خود بیگانگی می‌باشد. در برخی از صفحات، صحنه‌های پر از خشونت یا رابطهٔ جنسی صریح و بی‌پرده به تصویر کشیده می‌شود.